# 한국도농문화교류협회
한국도농문화교류협회는 도시와 농어촌 청소년의 향후 문화교류와 현장체험학습 등을 통하여 도시와 농어촌간의 문화격차 해소를 목적으로 2009년 12월 15일 설립된 대한민국 농림축산식품부 소관의 사단법인이다. 사무실은 대전광역시 서구 신갈마로 197, 2층 (갈마동)에 있다.